# Vilhjálmur Einarsson
Vilhjálmur Einarsson (Reyðarfjörður, 5 giugno 1934 – Reykjavík, 28 dicembre 2019) è stato un triplista islandese, vincitore della prima medaglia olimpica nella storia del suo paese.

## Biografia
Cresce nel villaggio di Reyðarfjörður, nell'est dell'isola. Emerge nello scenario sportivo internazionale quando vince la medaglia d'argento nel salto triplo ai Giochi della XVI Olimpiade nel 1956. La misura di 16,20 metri, ottenuta al secondo salto, è record olimpico fino al quarto salto del campione uscente Adhemar da Silva, che con la misura di 16,35 metri vince il suo secondo oro olimpico. Consegue la prima medaglia olimpica per il suo paese.
Vince la medaglia di bronzo ai Campionati Europei del 1958 a Stoccolma con la misura di 16,00 metri, dietro al polacco Józef Szmidt ed al sovietico Oleg Ryakhovskiy.
Ottiene il suo record personale a Reykjavík nel 1960, con la misura di 16,70 metri.
Alle Olimpiadi di Roma si presenta sia nel salto in lungo, dove non ottiene la qualificazione per la finale, che nel salto triplo dove con 16,37 metri ottenuti al primo tentativo si piazza 5º a soli 6 centimetri dal podio.
Viene nominato Sportivo islandese dell'anno per 5 volte (1956, 1957, 1958, 1960, 1961).

## Palmarès
| Anno | Manifestazione     | Sede      | Evento       | Risultato | Misura | Note |
| ---- | ------------------ | --------- | ------------ | --------- | ------ | ---- |
| 1956 | Giochi olimpici    | Melbourne | Salto triplo | Argento   | 16,26  |      |
| 1958 | Campionati Europei | Stoccolma | Salto triplo | Bronzo    | 16,00  |      |